# Jackie Evancho
Jackie Evancho (als Jacqueline Marie Evancho; * 9. April 2000) ist eine US-amerikanische Sängerin im Bereich Klassik und Pop. Einem breiten Publikum wurde sie 2010 durch ihre Teilnahme an der fünften Staffel der Castingshow America’s Got Talent bekannt, bei der sie den zweiten Platz erreichte. Ihr Repertoire ist ein Crossover zwischen klassischer Musik und Pop. Ihre Veröffentlichungen waren anfangs durch klassische Arien aus dem Operngenre sowie Werken aus dem spirituellen Bereich geprägt, sodass man sie bereits als Nachwuchs-Sopranistin feierte. Zuletzt tendierte Evancho zur Populärmusik.

## Karriere
Im November 2009 erschien ein unabhängig veröffentlichtes Debütalbum unter dem Titel Prelude to a Dream. Nachdem sie einen Plattenvertrag von Syco Music erhalten hatte, kam im November 2010 das Album O Holy Night auf den Markt. Es erreichte Platz 2 in den amerikanischen Billboard-Charts und wurde mit einer Platin-Schallplatte ausgezeichnet. 2011 und 2012 kamen drei weitere Alben auf den Markt, die alle unter den ersten 10 Plätzen der Billboard 200 debütierten. Bei classical-crossover.co.uk führt sie die Rangliste an mit doppelt so vielen Stimmen wie die zweitplatzierte Person.
Als Schauspielerin trat Evancho 2012 in Robert Redfords Spielfilm The Company You Keep in Erscheinung.
Der Film hatte seine Premiere bei den Internationalen Filmfestspielen von Venedig 2012 und wurde zudem später auf dem Toronto International Film Festival aufgeführt. Vom 25. Juli 2013 an wurde der Film unter dem Titel The Company You Keep – Die Akte Grant auch in den deutschen Kinos gezeigt.
Sie sang bei der Amtseinführung Donald Trumps die Nationalhymne der USA.
Im Mai 2020 erreichte Evancho in der dritten Staffel der US-amerikanischen Version von The Masked Singer als Kitty von 18 Teilnehmern den fünften Platz.

## Diskografie
Alben
- 2009: Prelude to a Dream
- 2010: O Holy Night (Deluxe Edition – CD + DVD)
- 2011: Dream with Me
- 2011: Heavenly Christmas
- 2012: Songs from the Silver Screen
- 2014: Awakening
- 2016: Someday At Christmas
- 2017: Two Hearts

Coveralben
- Christmas Tribute to Jackie Evancho von "Emotional Moment"
- A Mother’s Prayer (The Prayer) [As Made Popular By Jackie Evancho feat. Susan Boyle] [Performance Tracks] von "Praise Hymn Tracks"

Alben mit Jackie Evancho
- 2011: Hit Man Returns: David Foster & Friends – Jackie Evancho mit "Pie Jesu"

EPs
- 2010: O Holy Night

Singles
- 2010: Pie Jesu
- 2014: The Rains of Castamere (Download-Single)

Videoalben
- 2010: O Holy Night (CD & DVD)
- 2011: Dream With Me In Concert (CD & DVD)
- 2012: Songs From The Silver Screen (CD & DVD) Deluxe Edition

## Auszeichnungen für Musikverkäufe
| Goldene Schallplatte - Australien - 2010: für das Videoalbum O Holy Night Platin-Schallplatte - Kanada - 2010: für das Album O Holy Night |

Anmerkung: Auszeichnungen in Ländern aus den Charttabellen bzw. Chartboxen sind in ebendiesen zu finden.
| Land/RegionAuszeichnungen für Musikverkäufe (Land/Region, Auszeichnungen, Verkäufe, Quellen) | Silber  | Gold     | Platin     | Verkäufe  | Quellen         |
| -------------------------------------------------------------------------------------------- | ------- | -------- | ---------- | --------- | --------------- |
| Australien (ARIA)                                                                            | —       | Gold1    | —          | 7.500     | aria.com.au     |
| Kanada (MC)                                                                                  | —       | —        | Platin1    | 80.000    | musiccanada.com |
| Vereinigte Staaten (RIAA)                                                                    | —       | Gold1    | Platin1    | 1.500.000 | riaa.com        |
| Vereinigtes Königreich (BPI)                                                                 | Silber1 | —        | —          | 60.000    | bpi.co.uk       |
| Insgesamt                                                                                    | Silber1 | 2× Gold2 | 2× Platin2 |           |                 |

## Filmografie
- 2012: The Company You Keep – Die Akte Grant (The Company You Keep)